# Греческая Википедия
Гре́ческая Википе́дия (греч. Ελληνική Βικιπαίδεια) — раздел Википедии на греческом языке. Раздел был создан 1 декабря 2002 года. 16 мая 2006 года в разделе была написана 10-тысячная статья, а 10 апреля 2010 года — 50-тысячная статья.

## История
Греческая Википедия была создана 1 декабря 2002 года. Развитие раздела:
- 1 декабря 2002 года — 1-я статья
- 16 мая 2006 года — 10 000 статей
- 10 октября 2006 года — 15 000 статей
- 17 марта 2007 года — 20 000 статей
- 18 июля 2007 года — 25 000 статей
- 27 декабря 2007 года — 30 000 статей
- 12 июля 2008 года — 35 123 статьи (42-е место)
- 14 февраля 2009 года — 40 000 статей
- 4 сентября 2009 года — 44 589 статей (44-е место)
- 1 марта 2010 года — 48 623 статьи (46-е место)
- 10 апреля 2010 года — 50 000 статей
- 8 марта 2011 года — 60 000 статей
- 18 июля 2011 года — 63 309 статей (47-е место)
- 23 сентября 2011 года — 65 000 статей (48-е место)
- 22 февраля 2012 года — 70 000 статей
- 1 ноября 2012 года — 80 000 статей
- 14 июля 2013 года — 90 000 статей (49-е место)
- 10 апреля 2014 года — 100 000 статей (52-е место)
- 21 октября 2014 года — 110 000 статей
- 11 июля 2016 года — 120 000 статей
- 18 апреля 2017 года — 130 000 статей
- 23 ноября 2017 года — 140 000 статей
- 1 августа 2018 года — 150 000 статей
- 17 марта 2019 года — 160 000 статей
- 9 ноября 2019 года — 170 000 статей
- 24 июля 2020 года — 180 000 статей
- 21 марта 2021 года — 190 000 статей
- 27 ноября 2021 года — 200 000 статей

## Статистика
| Число просмотров (Январь 2021) | Число просмотров (Январь 2021) | Число просмотров (Январь 2021) | Число просмотров (Январь 2021) | Число просмотров (Январь 2021) |
| ------------------------------ | ------------------------------ | ------------------------------ | ------------------------------ | ------------------------------ |
| Греция                         |                                |                                | 72 %                           |                                |
| Кипр                           |                                |                                | 3 %                            |                                |
| Германия                       |                                |                                | 1 %                            |                                |
| Другие                         |                                |                                | 24 %                           |                                |

По состоянию на 10:29 (UTC) 16 июля 2025 года раздел содержит 255 636 статей, занимая по этому параметру 44-е место среди всех языковых разделов.
В разделе зарегистрировано 456 441 участник, 22 из них имеют статус администратора; 821 участник совершил какие-либо действия за последние 30 дней; общее число правок за время существования раздела составляет 11 172 127.
Данный раздел использует принцип добросовестного использования (fair use). В настоящее время общее количество загруженных в раздел файлов составляет 19 264.
Глубина греческой Википедии в настоящее время составляет 52.

## Публикации
- Илиас Маглини (Ηλίας Μαγκλίνη). Глобальное сообщество Википедии, Греческая: роскошь и мусор (греч.) = Η παγκόσμια κοινότητα της Wikipedia, Ελληνικά: πλούτος και σκουπίδια // Искусство и литература (Τέχνες και Γράμματα) : журнал. — 2006. — Τεύχ. 20 августа.
- Εύη Ελευθεριάδου. Греки в Википедии (греч.) = Οι Έλληνες της Βικιπαίδειας // Горизонты (Ορίζοντες) : журнал. — 2006. — Τεύχ. 13 декабря.